# Еміліо Греко
Еміліо Греко (італ. Emilio Greco; 11 жовтня, 1913, Катанія — 5 квітня, 1995) — італійський скульптор XX століття, що працював у стилістиці реалізму.

## Життєпис
Народився в Катанії. Початкову освіту отримав у школі колишнього монастиря Сан Пласідо. Працював каменярем.
Мав хист до мистецтва, багато малював. З 1940-х рр. розпочав пошук власного стилю в скульптурі. Відсахнувся від руйнівних течій мистецтва XX століття, працював у реалістичній манері.
Перший значний успіх мав його монумент на честь книжкового персонажа Піноккіо (Піноккіо і Фея) для міста Коллоді. Займався створенням скульптурних портретів, але з часом перейшов до узагальнених образів, що дало змогу використовувати його скульптури для оздоблення інтер'єрів, у відкритих садах, на міжнародних виставках. Своєрідна подача образів, сміливе відтворення навіть неідеальних фігур при збереженні гостроти першого враження зробили його популярним скульптором з міжнародною славою.
У деяких країнах купували цілу низку його скульптур і створювали відкриті сади з його творами (сад скульптур Хаконе, Японія, сад скульптур, Брюссель, Бельгія), частку скульптур митець дарував сам.
Серед творів Еміліо Греко — бронзові двері собору в Орв'єто та надгробок папи римського Івана ХХІІІ в соборі Св. Петра в Римі.

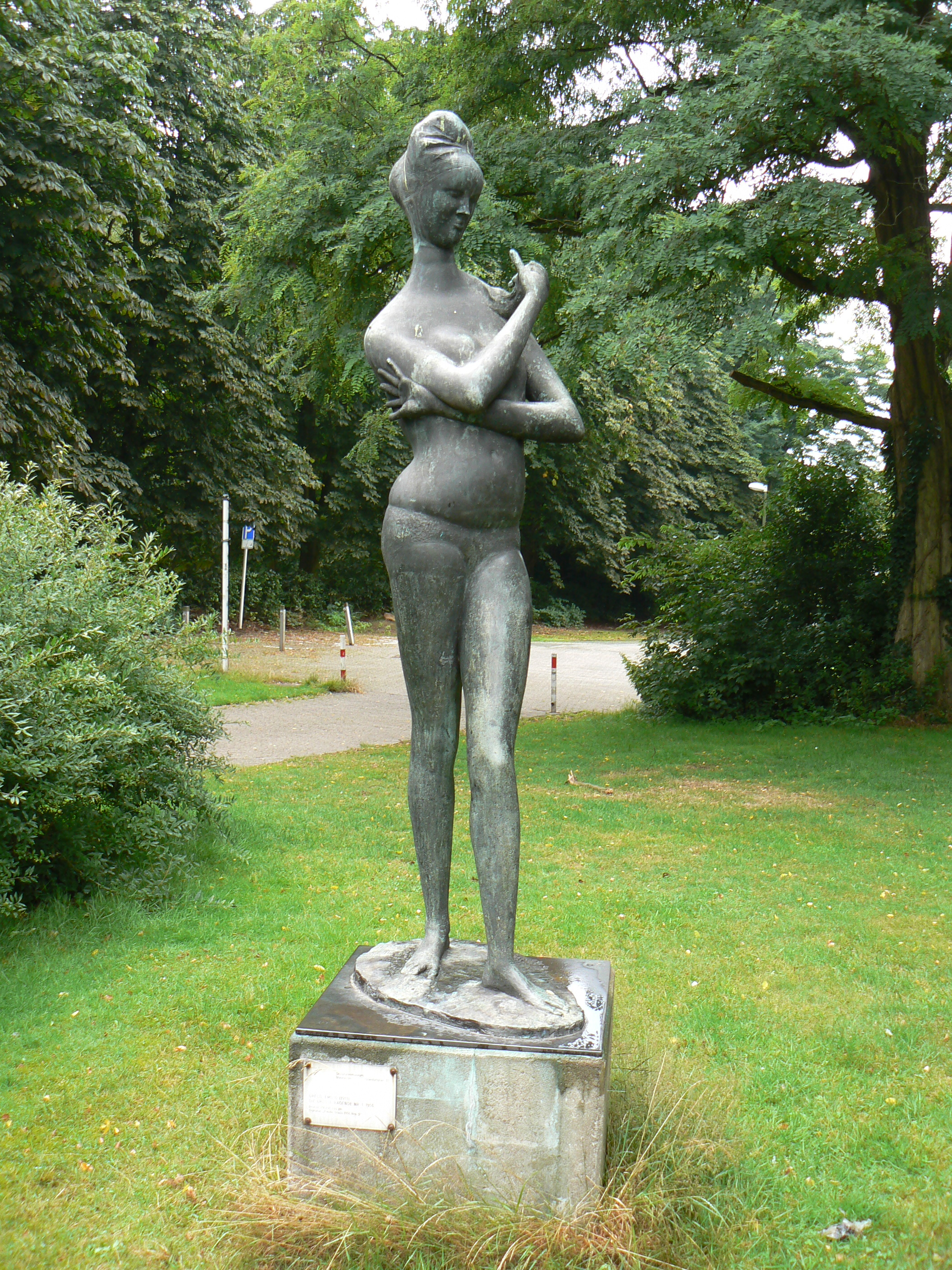
Сіті Центр Марл, Німеччина, скульптура Еміліо Греко

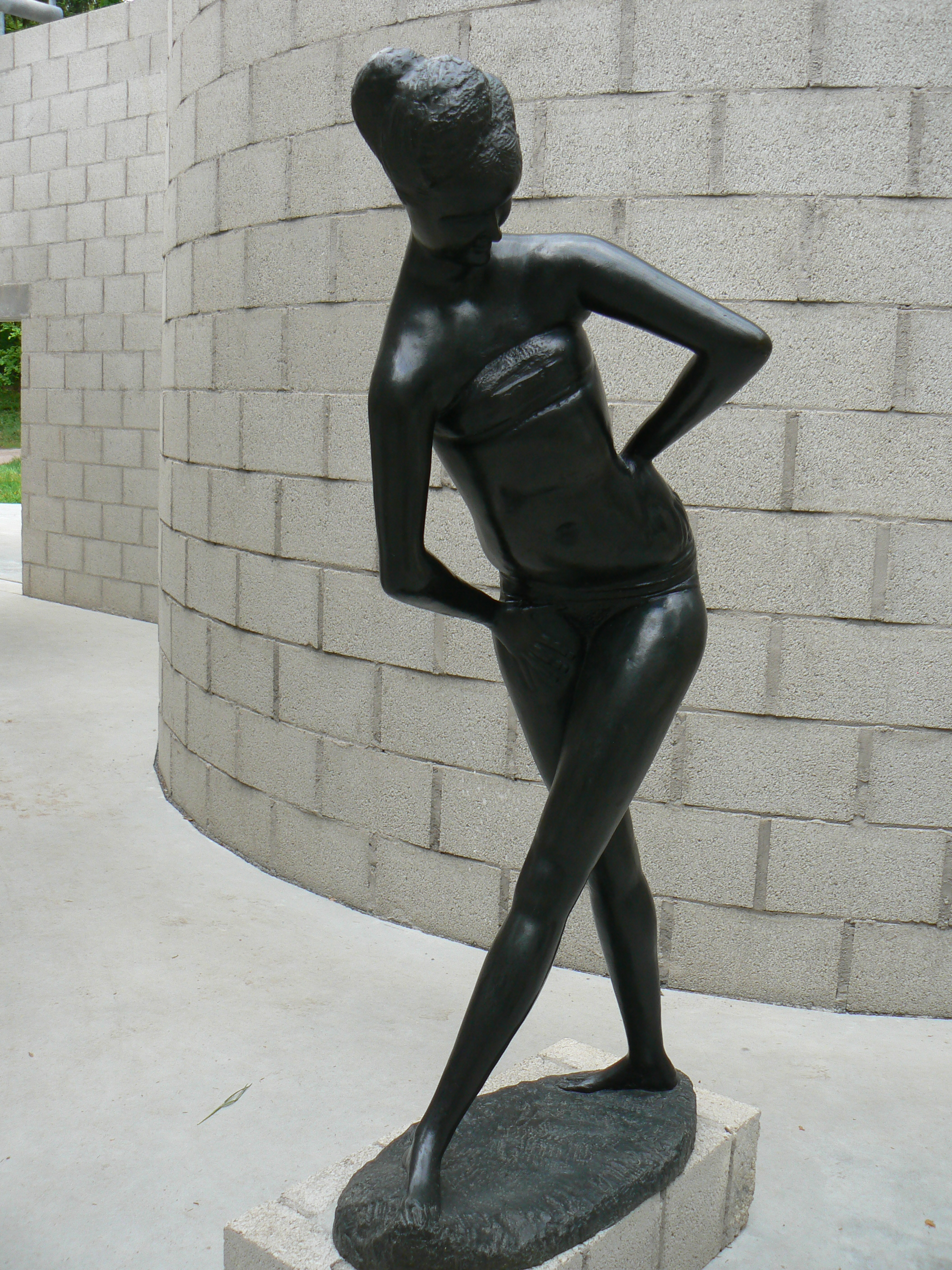
Велика скульптура балерини, 1957 р. Музей Креллер-Мюллер.

## Відомий графік
Упродовж усього творчого шляху не покидав малювання з натури. Плідно займався графікою, робив офорти. Об'єми фігур в офортах створював
системою перехресних ліній, що нагадувало манеру висікання скульптур в мармурі. Улюблений сюжет — закохані пари.
У цій галузі теж мав успіх, що відбилося придбанням його малюнків та офортів у музейні колекції світу (музей графіки, Наро, музей Ермітаж, Санкт-Петербург тощо.)

## Вибрані твори
- Піноккіо і Фея (монумент у м. Коллоді)
- Чоловіча голова (варіанти)
- Віл
- Співак
- Велика купальниця (варіанти)
- Спогади про літо
- Марія Бальдасаре
- Кліция
- Ейко
- бронзові двері собору в Орв'єто
- надгробок папи римського Івана ХХІІІ